# سوني تومسون
سوني تومسون (بالإنجليزية: Sonny Thompson)‏ هو كاتب أغاني ومنتج أسطوانات وعازف بيانو أمريكي، ولد في 22 أغسطس 1922 في مسيسيبي في الولايات المتحدة، وتوفي في 11 أغسطس 1989 في شيكاغو في الولايات المتحدة.

## وصلات خارجية
- سوني تومسون على موقع ميوزك برينز (الإنجليزية)
- سوني تومسون على موقع أول ميوزيك (الإنجليزية)
- سوني تومسون على موقع ديسكوغز (الإنجليزية)